# Ashley Carew
Ashley Carew, född 17 december 1985 i London i England, är en fotbollsspelare i Ebbsfleet United FC (försvarare).
Carew värvades 2007 efter spel i Fisher Athletic FC. Under säsongen 2004/05 hade han ett uppehåll från fotbollen efter att ha blivit släppt från moderklubben Gillingham FC.

## Internationellt
I maj 2008 antogs Carew i Barbados landslag och VM-kvalet mot USA. Carew tvingades dock tacka nej på grund av en ljumskskada.